# 1-й провулок Короленка (Житомир)
1-й провулок Короле́нка — провулок в Богунському районі міста Житомира.     

## Характеристики
Розташований у північно-західній частині міста, в історичній місцевості Рудня.             
Бере початок з вулиці Короленка, прямує на південний схід та завершується кутком.             
Громадський транспорт по провулку не курсує. Найближчі зупинки маршрутного таксі — на відстані від 150 до 270 м.             

Забудова провулку — садибна житлова.

## Історичні відомості
Провулок почав формуватися як проїзд між садибами, збудованими до початку ХХ ст. вздовж нинішньої вулиці Короленка. Забудова провулка формувалася до середини ХХ ст. 
У 1958 році провулок отримав нинішню назву. 